# 道保川
道保川（どうほがわ）は、神奈川県相模原市内を流れる総延長約3.7kmの河川で、相模川の支流である。
相模川が中・下流部の左岸に形成した河岸段丘のうち中段の田名原段丘内にある相模原市上溝1359付近の湧水を水源とし、JR東日本相模線下溝駅付近で鳩川分水路に注ぐ。当川から相模川寄り500m内に姥川・鳩川が並行して流れている。源流付近のほとんどが首都圏近郊緑地保全法の近郊緑地特別保全地区に指定されており、相模原市の道保川公園が整備され、環境庁（現・環境省）の日本の音風景100選にも認定されている。